# Giro di Campania 1976
Il Giro di Campania 1976, quarantaquattresima edizione della corsa, si svolse il 1º aprile 1976 su un percorso di 249 km. La vittoria fu appannaggio del belga Rik Van Linden, che completò il percorso in 6h16'00", precedendo l'italiano Marino Basso ed il connazionale Roger De Vlaeminck.

## Ordine d'arrivo (Top 10)
| Pos. | Corridore          | Squadra            | Tempo    |
| ---- | ------------------ | ------------------ | -------- |
| 1    | Rik Van Linden     | Bianchi-Campagnolo | 6h16'00" |
| 2    | Marino Basso       | Furzi-Vibor        | ?        |
| 3    | Roger De Vlaeminck | Brooklyn           | ?        |
| 4    | Franco Bitossi     | Zonca-Santini      | ?        |
| 5    | Pierino Gavazzi    | Jollj Ceramica     | ?        |
| 6    | Francesco Moser    | Sanson             | ?        |
| 7    | Bruno Vicino       | Furzi-Vibor        | ?        |
| 8    | Ole Ritter         | Sanson             | ?        |
| 9    | Enrico Paolini     | Scic               | ?        |
| 10   | Marcello Bergamo   | Jollj Ceramica     | ?        |